# Filipinas en los Juegos Olímpicos de Múnich 1972
Filipinas estuvo representada en los Juegos Olímpicos de Múnich 1972 por un total de 53 deportistas, 48 hombres y 5 mujeres, que compitieron en 11 deportes.
El portador de la bandera en la ceremonia de apertura fue el jugador de baloncesto Jimmy Mariano. El equipo olímpico filipino no obtuvo ninguna medalla en estos Juegos.